# آنجلیکی تفانی
آنجلیکی تفانی (انگلیسی: Angeliki Tefani؛ زادهٔ ۸ ژوئن ۱۹۸۲) بازیکن فوتبال اهل یونان است.
وی همچنین در تیم ملی فوتبال Greece بازی کرده‌است.